# 26298 Dunweathers
26298 Dunweathers è un asteroide della fascia principale. Scoperto nel 1998, presenta un'orbita caratterizzata da un semiasse maggiore pari a 2,3089828 UA e da un'eccentricità di 0,1262167, inclinata di 4,85688° rispetto all'eclittica.